# Lâu đài Pico
Lâu đài Pico  (ở Ý Castell dei Pico) là một lâu đài ở trung tâm thành phố Mirandola, thuộc tỉnh Modena, Ý.
Nổi tiếng ở châu Âu như một pháo đài bất khả xâm phạm huyền thoại , lâu đài này thuộc về Nhà của Pico della Mirandola, người trị vì thành phố trong bốn thế kỷ (1311-1711) và là người làm giàu cho nó trong thời kỳ Phục hưng bằng những tác phẩm nghệ thuật quan trọng.
Lâu đài thống trị quảng trường Costituente dài và đại lộ Cevanvallazione (được xây dựng thay cho những bức tường cổ, bị phá hủy trong thế kỷ 19), đã được khôi phục vào năm 2006 sau nhiều năm bị lãng quên, nhưng sau đó bị trận động đất năm 2012 ở Ý tàn phá nặng nề, làm cho nó không thể sử dụng thêm 1 lần nữa.

## Lịch sử

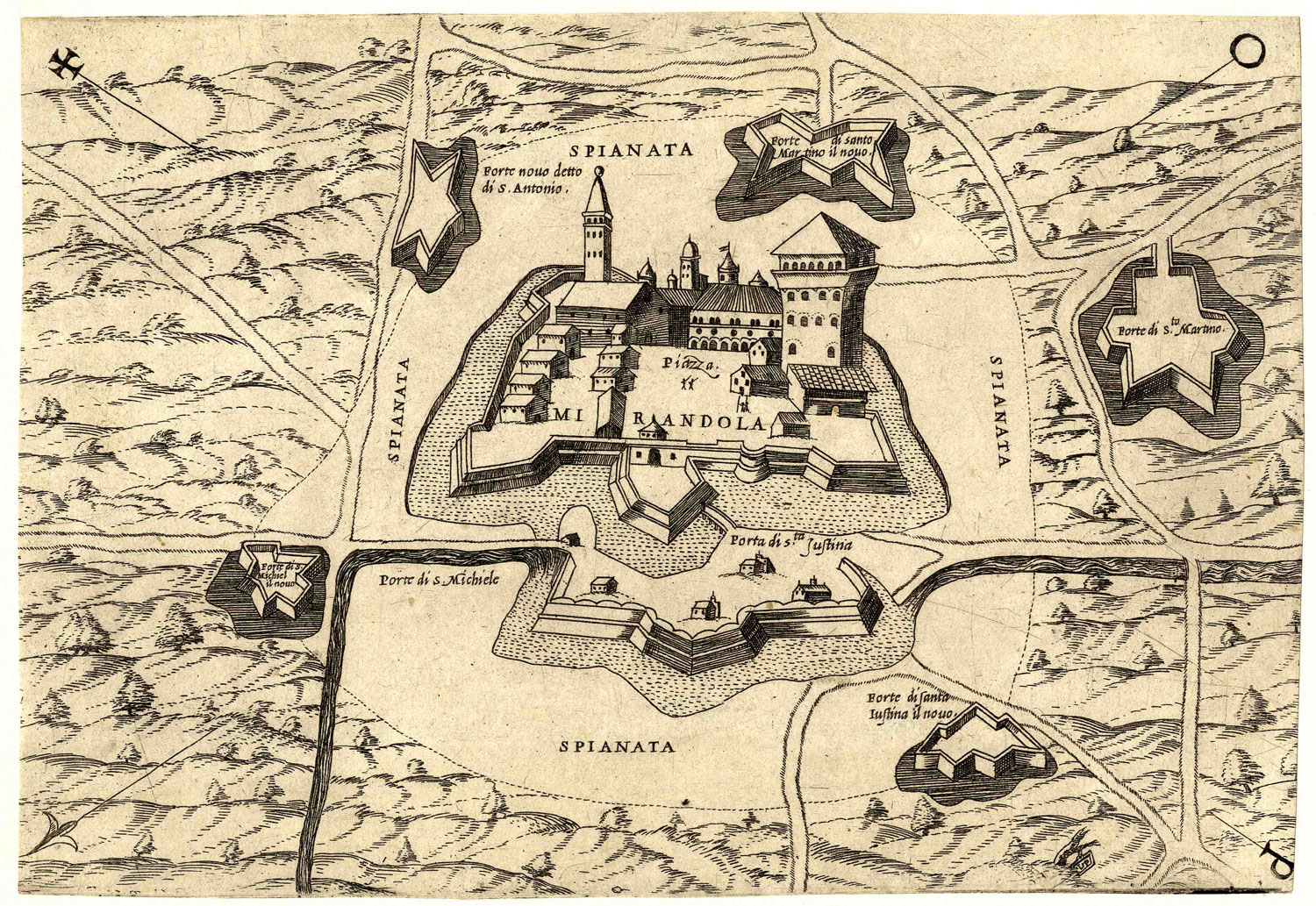
Lâu đài Mirandola (khoảng năm 1550)